# Lehmerův generátor pseudonáhodných čísel
Lehmerův generátor pseudonáhodných čísel neboli Parkův-Millerův generátor pseudonáhodných čísel je typ lineárního kongruentního generátoru, který počítá v multiplikativní grupě modulo n. Obecný rekurentní vzorec pro prvky jeho posloupnosti má podobu:
{\displaystyle X_{k+1}=g\cdot X_{k}~~{\bmod {~}}~n},
kde modul n je buď prvočíslo nebo mocnina prvočísla, násobicí konstanta g je prvek s vysokým multiplikativním řádem a semínko X je zvolená počáteční hodnota nesoudělná s n.
Příkladem nepříliš vhodně nastaveného Lehmerova generátoru pseudonáhodných čísel je RANDU.

## Příklad v C99
Následující příklad v ISO C představuje jednoduchou implementaci Lehmerova generátoru s pevně danými hodnotami (součin může vést k přetečení, proto je nutné přetypování):
```
uint32_t
 
lcg_rand
(
uint32_t
 
a
)

{

    
return
 
((
uint64_t
)
a
 
*
 
279470273UL
)
 
%
 
4294967291UL
;

}

```